# Điện ảnh San Marino
Điện ảnh San Marino (tiếng Ý: Cinema di San Marino) là tên gọi ngành công nghiệp điện ảnh của San Marino.

## Lịch sử hình thành và phát triển

### Phim nổi tiếng
- I gonzi - Estate di fuoco (1998)